# Tamias sibiricus
Il tamia siberiano o scoiattolo giapponese o borunduk o chipmunk (Tamias sibiricus Laxmann, 1769) è un mammifero roditore della famiglia degli Sciuridi.

## Distribuzione
L'areale originario della specie si estende dalla Russia ad est degli Urali, alla Cina centro-settentrionale: vive anche su Hokkaidō. Piuttosto popolare come animale da compagnia, è stato accidentalmente o deliberatamente rilasciato in natura in varie aree dell'Europa, pertanto se ne trovano popolazioni isolate in Germania, Francia e Benelux. In Italia, la specie è stata segnalata nelle seguenti città: Gorizia, Martignacco (UD), Padova, Bussolengo (VR), Belluno, Bolzano, Trino Vercellese (VC), Genova, Valeggio sul Mincio e Roma.

La specie è tipica delle aree boschive con ricco sottobosco: si adatta bene alla vita in ambienti antropizzati, come parchi e giardini pubblici e privati.

## Descrizione

### Dimensioni
Questo piccolo mammifero può raggiungere la lunghezza di 17 cm (dei quali tra gli 8 e gli 11 cm spettano alla coda) e pesare fino a 125 g.

### Aspetto
Molto spesso viene confuso col congenere ed affine Tamias striatus o chipmunk americano, al quale è molto somigliante. Il pelo è corto, di colore marroncino sul dorso, con due bande più tendenti al grigio sui fianchi e cinque caratteristiche strisce scure sulla schiena: tali strisce variano di tonalità (dal nerastro al bruno-rossiccio scuro) a seconda della popolazione dell'animale presa in considerazione. Il ventre e la gola sono di colore bianco o crema.

## Biologia
Si tratta di animali principalmente diurni, attivi al mattino ed alla sera, mentre solitamente evitano di uscire dalla tana durante le ore centrali della giornata. Ciascun animale delimita un proprio territorio (quello delle femmine ha solitamente estensione maggiore rispetto a quello dei maschi), che marca con segnali odorosi per rivendicarne il possesso e scoraggiare eventuali intrusi dall'entrarvi.

Sono animali molto vivaci e aggraziati e posseggono ottime capacità arrampicatorie, anche se si trattengono a terra per la maggior parte del tempo. Durante la notte riposano in gallerie che essi stessi scavano nel terreno e che possono raggiungere i 2,5 m di raggio e 1,5 m di profondità. Le gallerie hanno un unico foro d'entrata e varie camere adibite a latrine e dispense per il cibo. Il resto del tunnel, utilizzato per la vita di tutti i giorni, viene mantenuto sempre pulito.

Durante l'inverno, la specie è solita andare in letargo: per far fronte a tale evento (che può durare più o meno a lungo a seconda della latitudine), l'animale passa l'autunno ad accumulare riserve di cibo all'interno della propria tana, mostrandosi ancora più territoriale ed aggressivo del solito coi conspecifici. Tale comportamento si ritiene sia dovuto al fatto che questi animali siano soliti rubarsi le provviste a vicenda, anche se mancano osservazioni dirette di episodi di furto.

### Alimentazione
Si tratta di animali onnivori: si nutrono principalmente di semi vari e frutta a guscio, anche se occasionalmente mangiano insetti e frutta (molto graditi sono i lamponi, le more, le fragole ed i mirtilli).

### Riproduzione
Fra la primavera e l'estate, la femmina va in estro e diviene meno territoriale, permettendo al maschio di montarla. La gestazione dura poco meno di un mese, al termine del quale vengono dati alla luce in una camera ben foderata di foglie secche e steli d'erba fino a 10 cuccioli: negli anni in cui il cibo è abbondante, la femmina può nuovamente andare in estro qualche tempo dopo il parto, potendo così tirare su una nuova nidiata. I cuccioli divengono indipendenti fra il secondo ed il terzo mese d'età: non raggiungono tuttavia la maturità sessuale prima dell'anno di vita.
In natura vivono circa 4 anni, mentre in cattività la loro longevità è maggiore e possono vivere fino a 10 anni.